# S Pyxidis
S Pyxidis är en pulserande variabel av Mira Ceti-typ (M) i stjärnbilden  Kompassen.
Stjärnan har en visuell magnitud som varierar mellan +8 och 14,3 med en period av 206,1 dygn.